# St. Bernhard-Frauenhofen
St. Bernhard-Frauenhofen (auch Sankt Bernhard-Frauenhofen) ist eine Gemeinde mit 1279 Einwohnern (Stand 1. Jänner 2025) im Bezirk Horn in Niederösterreich (Österreich).

## Geografie
St. Bernhard-Frauenhofen liegt im Waldviertel in Niederösterreich im Tal der Taffa. Die Fläche der Gemeinde umfasst 29,48 Quadratkilometer, etwa 21 Prozent der Fläche sind bewaldet.

### Gemeindegliederung
Die Gemeinde gliedert sich in sechs Katastralgemeinden bzw. gleichnamige Ortschaften (Fläche Stand 31. Dezember 2023, Bevölkerung am 1. Jänner 2025 nach Ortschaften):
| KG / Ortschaft | Fläche    | Einw. | Anmerkung             |
| -------------- | --------- | ----- | --------------------- |
| Frauenhofen    | 697,71 ha | 500   |                       |
| Groß Burgstall | 553,2 ha  | 190   |                       |
| Grünberg       | 150,46 ha | 33    |                       |
| Poigen         | 441,18 ha | 190   | mit Ortsteil Kaidling |
| Sankt Bernhard | 950,34 ha | 289   |                       |
| Strögen        | 154,65 ha | 77    |                       |

Der Hauptort St. Bernhard und alle anderen Orte der Gemeinde haben die Postleitzahl 3580. In Teilen des Ortes Poigen fand bis Ende Oktober 2017 die Postleitzahl 3761 Verwendung.
Die Gemeinde St. Bernhard-Frauenhofen ist Mitglied der Kleinregion Taffa-Thaya-Wild.

### Nachbargemeinden
Alle sechs Nachbargemeinden liegen im Bezirk Horn.

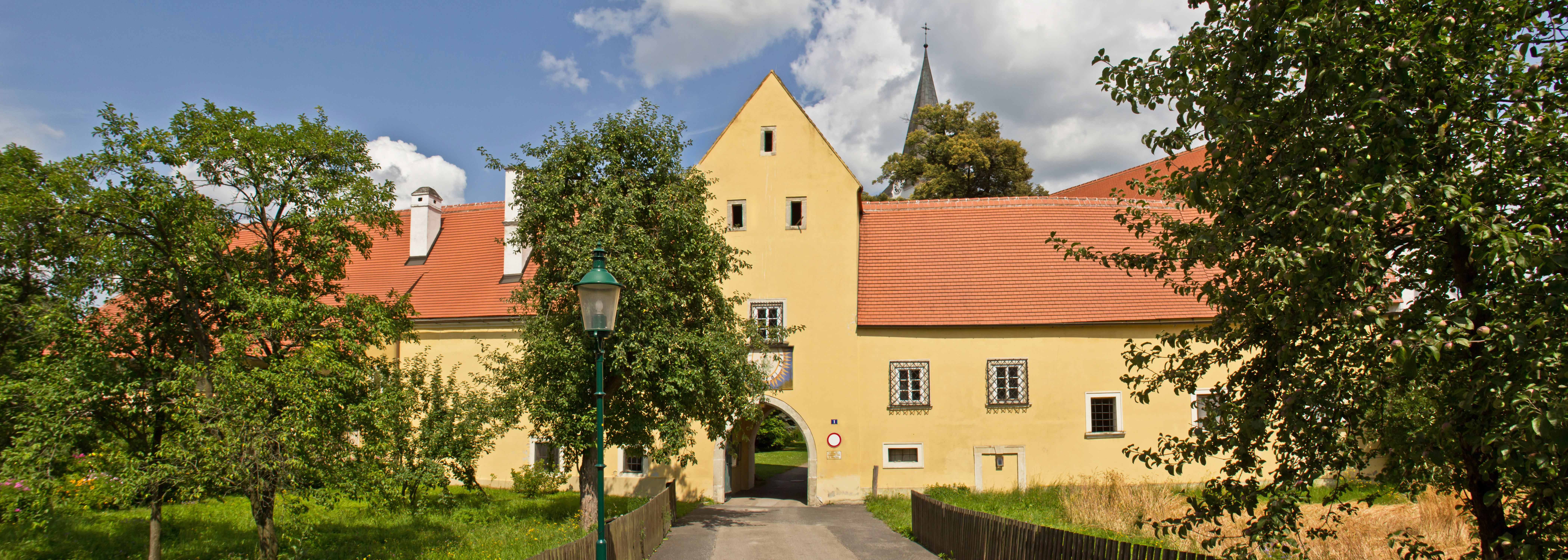
Ehemaliges Stift Sankt Bernhard

| Irnfritz-Messern  | Pernegg                                     |      |
| Brunn an der Wild | Kompassrose, die auf Nachbargemeinden zeigt | Horn |
| Röhrenbach        | Altenburg                                   |      |

## Geschichte
Im Jahr 1277 gründete Stephan von Maissau ein Kloster in Krug am Taffabach, im gleichen Jahr wurde der Ortsname auf St. Bernhard geändert. Das Zisterzienserinnenkloster St. Bernhard wurde 1586 aufgelöst.
Von 1620 bis 1773 war der Ort Sitz eines Jesuitenkollegs, seit 1852 ist das Gebäude im Besitz des Stiftes Klosterneuburg. Die frühere Klosterkirche ist heute Pfarrkirche.

### Bevölkerungsentwicklung
| St. Bernhard-Frauenhofen: Einwohnerzahlen von 1869 bis 2025 | St. Bernhard-Frauenhofen: Einwohnerzahlen von 1869 bis 2025 | St. Bernhard-Frauenhofen: Einwohnerzahlen von 1869 bis 2025 | St. Bernhard-Frauenhofen: Einwohnerzahlen von 1869 bis 2025 | St. Bernhard-Frauenhofen: Einwohnerzahlen von 1869 bis 2025 |
| ----------------------------------------------------------- | ----------------------------------------------------------- | ----------------------------------------------------------- | ----------------------------------------------------------- | ----------------------------------------------------------- |
| Jahr                                                        |                                                             |                                                             |                                                             | Einwohner                                                   |
| 1869                                                        | 1869                                                        |                                                             | 1.409                                                       | 1.409                                                       |
| 1880                                                        | 1880                                                        |                                                             | 1.455                                                       | 1.455                                                       |
| 1890                                                        | 1890                                                        |                                                             | 1.353                                                       | 1.353                                                       |
| 1900                                                        | 1900                                                        |                                                             | 1.346                                                       | 1.346                                                       |
| 1910                                                        | 1910                                                        |                                                             | 1.371                                                       | 1.371                                                       |
| 1923                                                        | 1923                                                        |                                                             | 1.307                                                       | 1.307                                                       |
| 1934                                                        | 1934                                                        |                                                             | 1.253                                                       | 1.253                                                       |
| 1939                                                        | 1939                                                        |                                                             | 1.222                                                       | 1.222                                                       |
| 1951                                                        | 1951                                                        |                                                             | 1.201                                                       | 1.201                                                       |
| 1961                                                        | 1961                                                        |                                                             | 1.149                                                       | 1.149                                                       |
| 1971                                                        | 1971                                                        |                                                             | 1.143                                                       | 1.143                                                       |
| 1981                                                        | 1981                                                        |                                                             | 1.168                                                       | 1.168                                                       |
| 1991                                                        | 1991                                                        |                                                             | 1.197                                                       | 1.197                                                       |
| 2001                                                        | 2001                                                        |                                                             | 1.289                                                       | 1.289                                                       |
| 2011                                                        | 2011                                                        |                                                             | 1.263                                                       | 1.263                                                       |
| 2021                                                        | 2021                                                        |                                                             | 1.286                                                       | 1.286                                                       |
| 2025                                                        | 2025                                                        |                                                             | 1.279                                                       | 1.279                                                       |
| Quelle(n): Statistik Austria, Gebietsstand 1.1.2021         |                                                             |                                                             |                                                             |                                                             |

## Kultur und Sehenswürdigkeiten

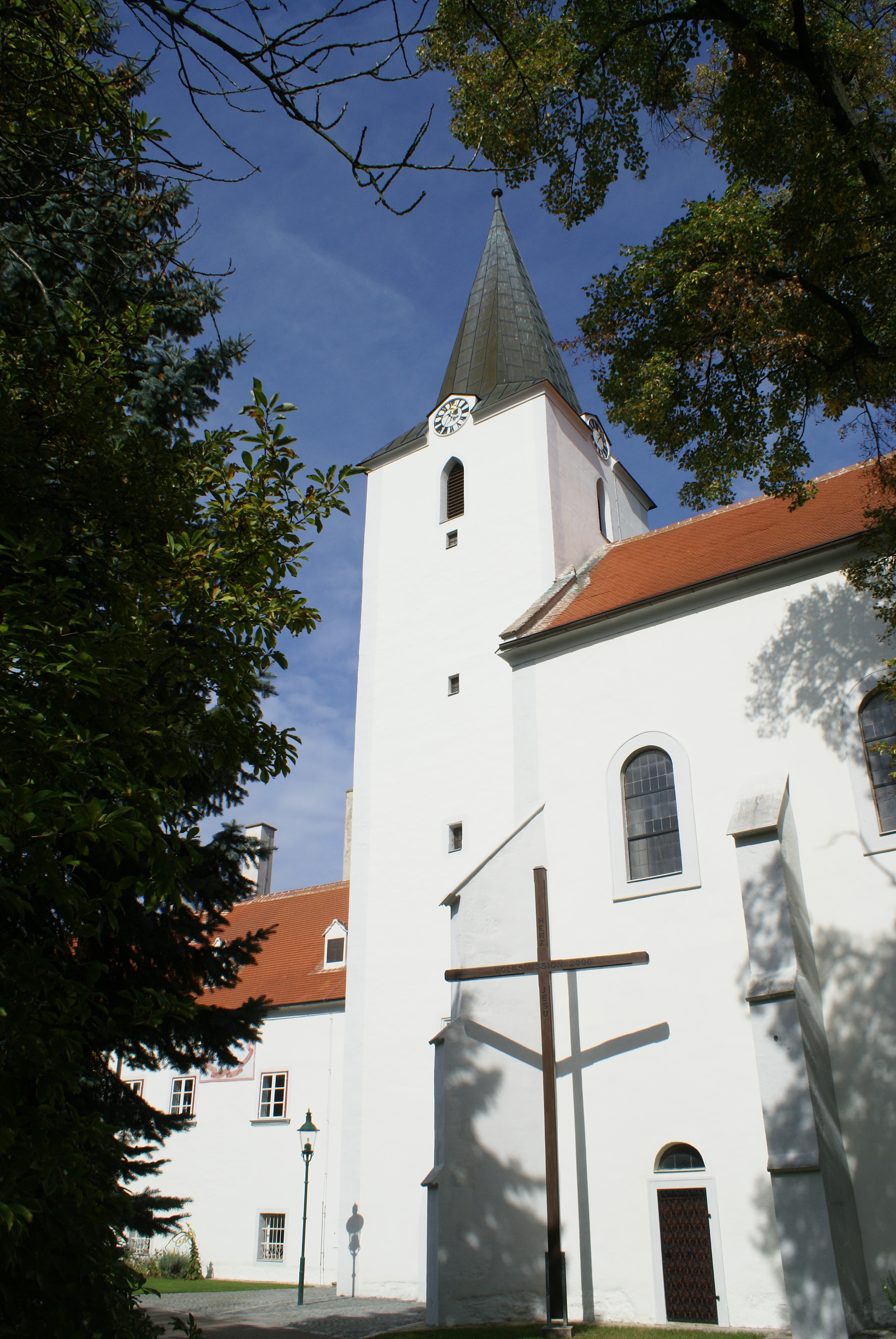
Pfarrkirche St. Bernhard

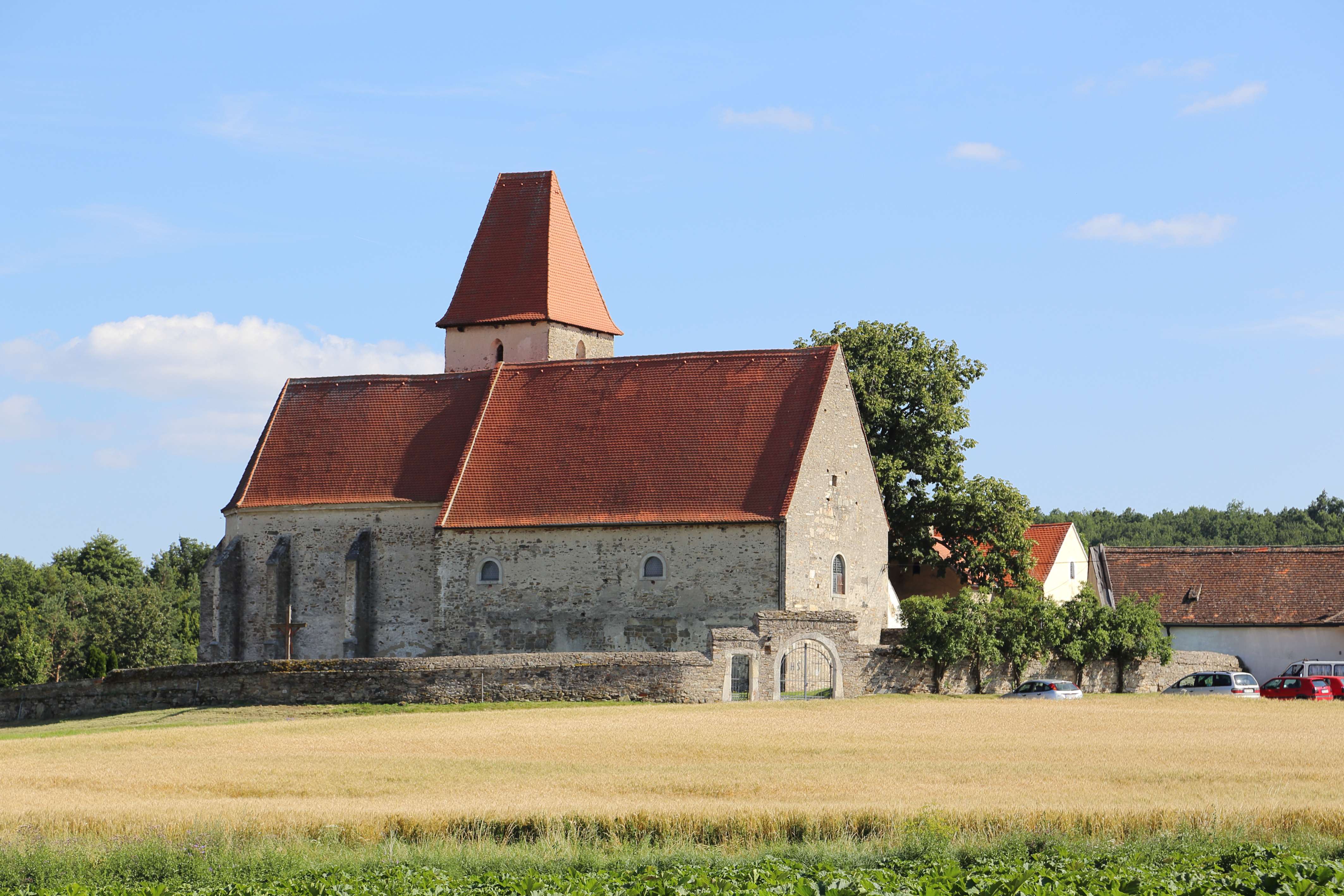
Pfarrkirche Strögen

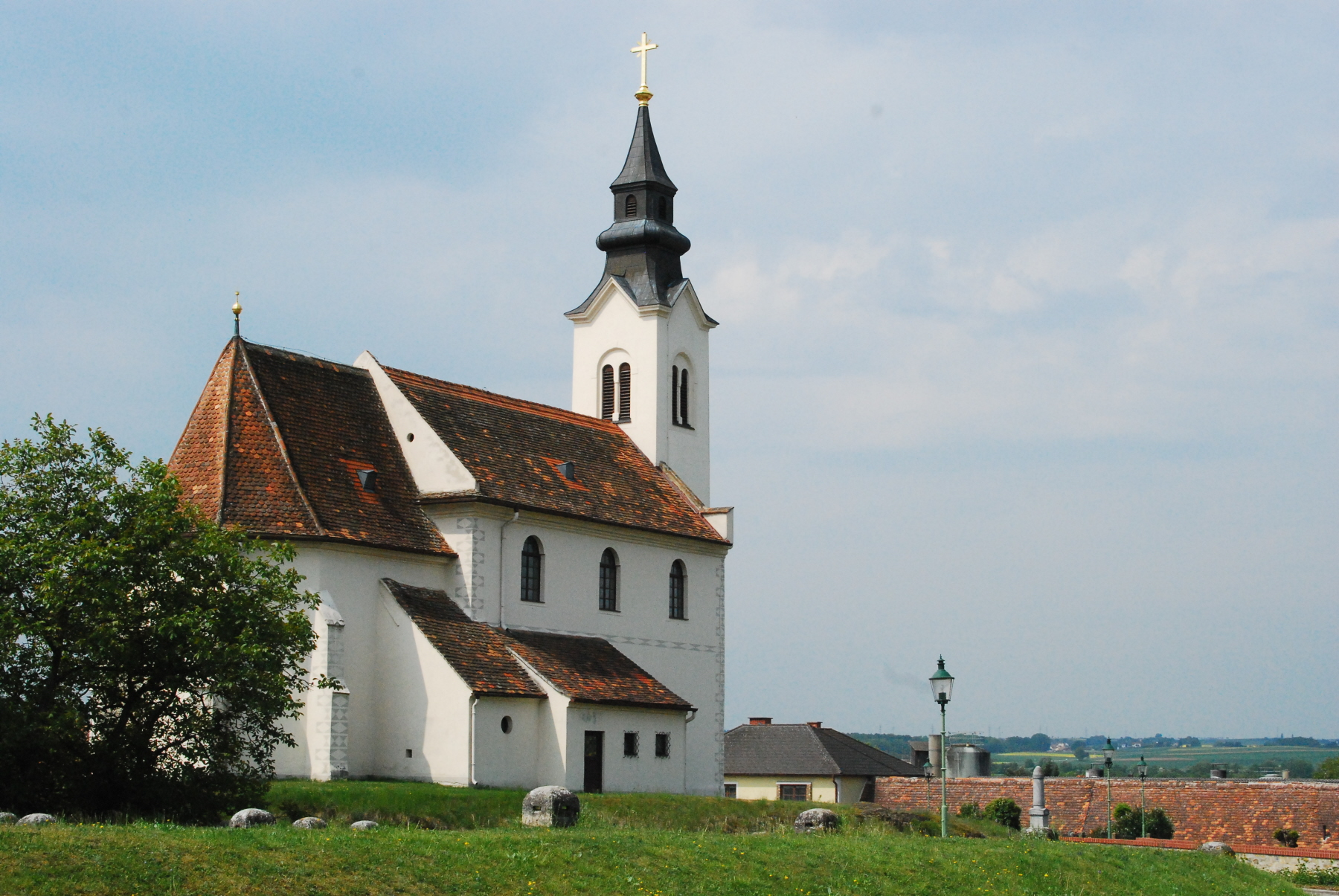
Filialkirche Frauenhofen

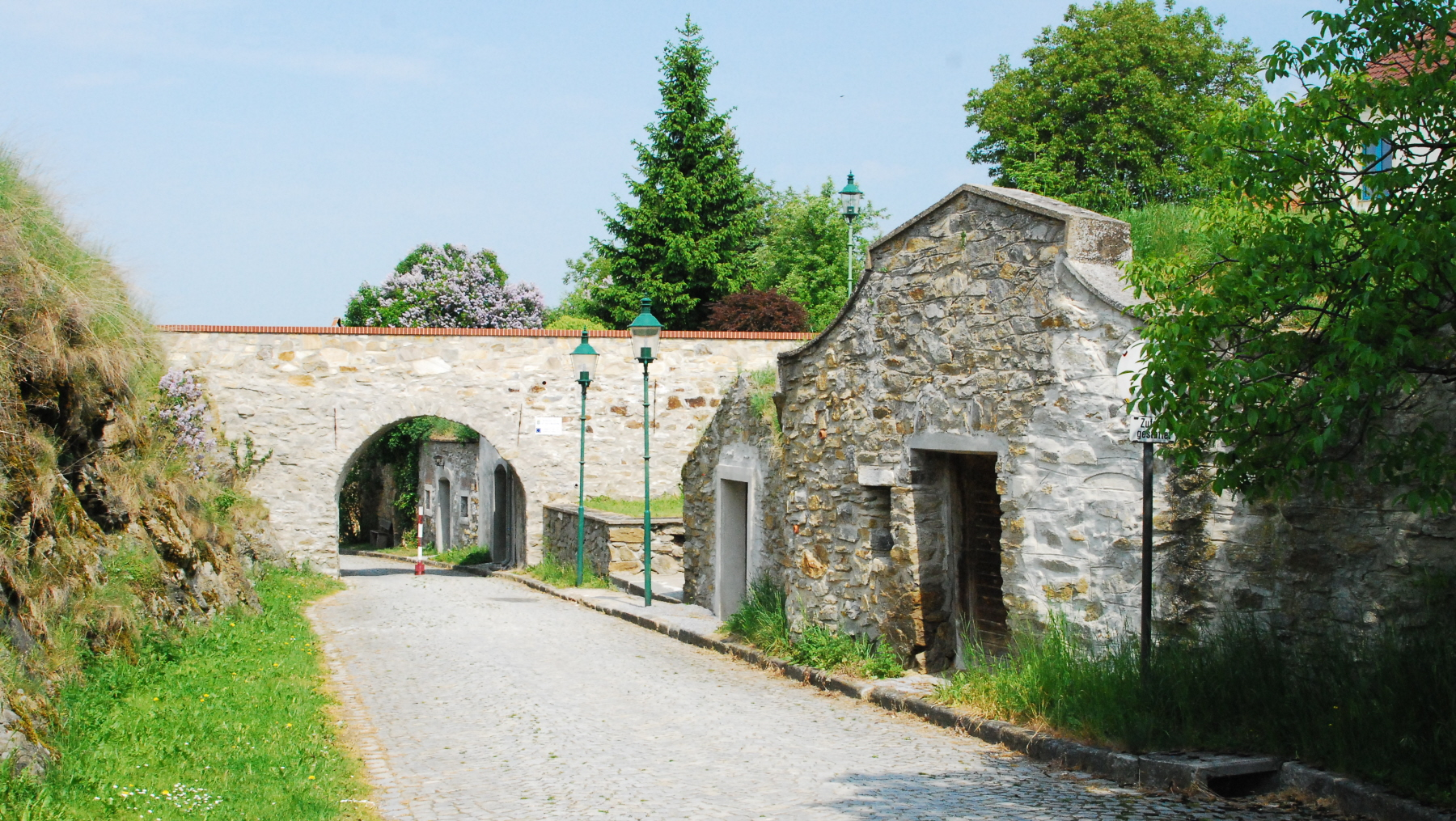
Kellergasse bei der Kirche in Frauenhofen

- Stift St. Bernhard, ehemaliges Zisterzienserinnenstift
- Katholische Pfarrkirche St. Bernhard Mariä Himmelfahrt, ehemalige Klosterkirche vom Stift St. Bernhard
- Katholische Pfarrkirche Strögen hll. Peter und Paul
- Katholische Filialkirche Frauenhofen hl. Wolfgang

## Wirtschaft und Infrastruktur

### Wirtschaft
Von den 68 landwirtschaftlichen Betrieben des Jahres 2010 waren 35 Haupterwerbsbauern. Diese bewirtschafteten 62 Prozent der Flächen. Im Produktionssektor arbeiteten 14 Erwerbstätige in der Bauwirtschaft und 13 im Bereich Herstellung von Waren. Die wichtigsten Arbeitgeber des Dienstleistungssektors waren die Bereiche Handel (374), freiberufliche Dienstleistungen (46), soziale und öffentliche Dienste (38) und Beherbergung und Gastronomie (24 Mitarbeiter).
| Wirtschaftssektor            | Anzahl Betriebe | Anzahl Betriebe | Erwerbstätige | Erwerbstätige |
| Wirtschaftssektor            | 2011            | 2001            | 2011          | 2001          |
| ---------------------------- | --------------- | --------------- | ------------- | ------------- |
| Land- und Forstwirtschaft 1) | 68              | 95              | 61            | 74            |
| Produktion                   | 8               | 4               | 27            | 22            |
| Dienstleistung               | 85              | 63              | 518           | 304           |

1) Betriebe mit Fläche in den Jahren 2010 und 1999

### Verkehr
- Bus: Die Ortschaften Frauenhofen, Groß Burgstall, Grünberg, Poigen und St. Bernhard werden von mehreren regionalen Buslinien des Unternehmens PostBus angefahren.
- Bahn: Die nächstgelegenen Bahnhöfe der ÖBB sind Horn an der Kamptalbahn und Irnfritz an der Franz-Josefs-Bahn.
- Straße: St. Bernhard-Frauenhofen liegt an der Waldviertler Straße B 2 und an der Landesstraße L 2.

## Politik

### Gemeinderat
Der Gemeinderat hat 19 Mitglieder.
- Nach den Gemeinderatswahlen in Niederösterreich 1990 hatte der Gemeinderat folgende Verteilung: 17 ÖVP und 2 SPÖ.
- Nach den Gemeinderatswahlen in Niederösterreich 1995 hatte der Gemeinderat folgende Verteilung: 18 ÖVP und 1 SPÖ.[8]
- Nach den Gemeinderatswahlen in Niederösterreich 2000 hatte der Gemeinderat folgende Verteilung: 18 ÖVP und 1 SPÖ.[9]
- Nach den Gemeinderatswahlen in Niederösterreich 2005 hatte der Gemeinderat folgende Verteilung: 17 ÖVP und 2 SPÖ.[10]
- Nach den Gemeinderatswahlen in Niederösterreich 2010 hatte der Gemeinderat folgende Verteilung: 18 ÖVP und 1 SPÖ.[11]
- Nach den Gemeinderatswahlen in Niederösterreich 2015 hatte der Gemeinderat folgende Verteilung: 18 ÖVP und 1 SPÖ.[12]
- Nach den Gemeinderatswahlen in Niederösterreich 2020 hatte der Gemeinderat folgende Verteilung: 17 ÖVP, 1 SPÖ und 1 FPÖ.[13]
- Nach den Gemeinderatswahlen in Niederösterreich 2025 hat der Gemeinderat folgende Verteilung: 17 ÖVP, 1 FPÖ und 1 BLS (Bürgerliste St. Bernhard-Frauenhofen).[14]

### Bürgermeister
- 1958–1995 Josef Steinböck (ÖVP)
- 1995–2017 Karl Gabler (ÖVP)[15]
- 2017–2020 Josef Gundinger (ÖVP)
- seit 2020 Gabriele Kernstock (ÖVP)

### Wappen
Mit Bescheid der niederösterreichischen Landesregierung vom 20. August 1975 erhielt die Gemeinde St. Bernhard-Frauenhofen ein Gemeindewappen verliehen.
Blasonierung:  „Ein durch einen silbernen Schräglinksbalken geteilter roter Schild, belegt mit zwei gekreuzten goldenen Rebmessern“. Die Gemeindefarben sind Rot-Weiss-Gelb.

## Persönlichkeiten

### Söhne und Töchter der Gemeinde
- Johann Steinböck (1894–1962), Landeshauptmann von Niederösterreich, wurde in Frauenhofen geboren
- Karl Bandion (1903–2000), österreichischer Politiker
- Josef Steinböck (1927–2001), niederösterreichischer Politiker, Landtagsabgeordneter und Bundesrat, wurde in Frauenhofen geboren

### Personen mit Bezug zur Gemeinde
- Karl Hrdlicka (1908–1989), österreichischer Politiker, wirkte als Vizebürgermeister und Gemeinderat in Frauenhofen